# Réserves obligatoires
Les réserves obligatoires sont des réserves financières que les banques et autres établissements financiers doivent obligatoirement déposer auprès de la banque centrale. Le taux de réserves obligatoires permet aux banques commerciales d'épargner une partie de leurs revenus. Il s'agit donc d'un filet de sécurité. Il s'agit aussi d'une manière pour les banques commerciales de se fournir en monnaie banque centrale. Les réserves obligatoires font l'objet de la politique monétaire conventionnelle.

## Concept
Les banques commerciales sont obligées par la banque centrale à déposer un pourcentage de leur encours de dépôts dans un compte auprès de la banque centrale du pays. Dans la plupart des cas, seule une partie des dépôts est prise en compte. Par exemple, dans la zone euro, il s’agit des dépôts et des titres de créance et instruments du marché monétaire dont les échéances sont inférieures à deux ans. Ainsi, si une banque a 100 € comme dépôts et si le pourcentage de réserve est de 10 %, les réserves obligatoires à déposer à la banque centrale s’élèvent à 10 €.
Les banques centrales et, plus largement, les autorités monétaires, ont pour mission de surveiller la stabilité des marchés bancaires et financiers, ainsi que de l'inflation. Si l'économie est en phase basse, elles peuvent ainsi réduire le taux des réserves obligatoires afin que les banques aient plus d'oxygène pour créer du crédit (voir effet multiplicateur du crédit) ; à l'inverse, lorsque l'inflation guette, les autorités monétaires peuvent augmenter le montant des réserves afin de restreindre la création de crédits.
La modification des taux de réserves obligatoires peut permettre de compenser les effets d'une politique monétaire. Ainsi, si une banque centrale augmente ses taux directeurs afin d'attirer des capitaux étrangers et éviter une chute de valeur de la monnaie, la banque centrale peut en même temps baisser le taux de réserves obligatoires pour accroître les liquidités disponibles des banques. Si les banques manquent de liquidité, c'est-à-dire qu'elles n'ont pas assez de monnaie fiduciaire pour faire face à la demande des clients, la banque centrale peut augmenter son taux de rémunération des dépôts.
Si le taux de réserves obligatoires est à l'origine contraignant, les années 2010 voient un phénomène de création de sur-réserves. Le taux de réserves obligatoires est vastement dépassé par les banques commerciales qui considèrent l'environnement macroéconomique comme dégradé. Cette situation mène à la mise en place de systèmes à deux paliers.

## Histoire

### Europe
Les taux de réserves obligatoires sont mis en place au niveau de la Banque centrale européenne dès 1999. Le required reserve ratio est fixé à 2 % dans la zone euro pour les dépôts à vue et les dépôts à terme d’une durée inférieure ou égale à deux ans. Le taux évolue et est abaissé à 1 % en 2012.
Ces réserves obligatoires sont rémunérées à un niveau indexé sur la moyenne du taux de refinancement des opérations principales de refinancement de l’Eurosystème, soit un taux qui était de 1 % en 2010, puis a atteint 1,5 % en août 2011, avant de redescendre à 1,25 % fin 2011, puis 1 % en janvier 2012, 0,5 % puis 0,25 % en 2013, pour atteindre 0,15 % en juillet, 0,05 % le 10 septembre 2014, puis 0,00 % à partir du 16 mars 2016.

### Chine
Mettant fin à 2 ans de hausse et pour tenir compte d’une baisse de l’inflation et de la croissance, la banque centrale chinoise abaisse à 21 % le 5 décembre 2011, puis à 20,5 % le 24 février 2012, et à 20 % le 12 mai le montant des réserves des grandes banques. Après 2 ans de stabilité, ce montant est, une nouvelle fois diminué, à 19,5%, mi-juin 2014 pour la plupart des banques chinoises.
Celles des banques petites et moyennes avaient été abaissées à 16,5 % en novembre 2012. Six nouvelles hausses de ce montant ont lieu pendant le 1er semestre 2011, le portant le 20 juin 2011, à un niveau record de 21,5 % pour les plus grandes banques,.
En 2007 et début 2008, les autorités monétaires chinoises augmentent le montant des réserves pour limiter l’inflation.
Puis, fin 2008, la banque centrale chinoise l’abaisse 4 fois pour compenser les effets de la crise financière mondiale.
À partir de décembre 2009, elle relève à nouveau le montant des réserves obligatoires qui était alors de 15,5 % dans le but de réduire les pressions inflationnistes ; ce montant augmente plusieurs fois en 2010, jusqu’à atteindre 18,5 % fin 2010 pour les grandes banques, dépassant ainsi le niveau record atteint mi-2008 avant la crise.

### États-Unis
Aux États-Unis, le taux de réserves obligatoires a été déterminé pendant un temps en fonction du montant des comptes de transactions nettes des institutions financières : pour un montant de 0 à 16,3 millions de dollars, le taux était de 0% ; il était de 3% entre 16,3 millions à 124 millions de dollars ; et de 10% pour les montants supérieurs à 124 millions de dollars.
Depuis le 26 mars 2020, la Réserve fédérale a abaissé le taux de réserves obligatoires à 0%. Les institutions de dépôts ne sont donc plus tenues de constituer de réserves auprès de la Réserve fédérale
.